# Edward Stanley, 17. Earl of Derby

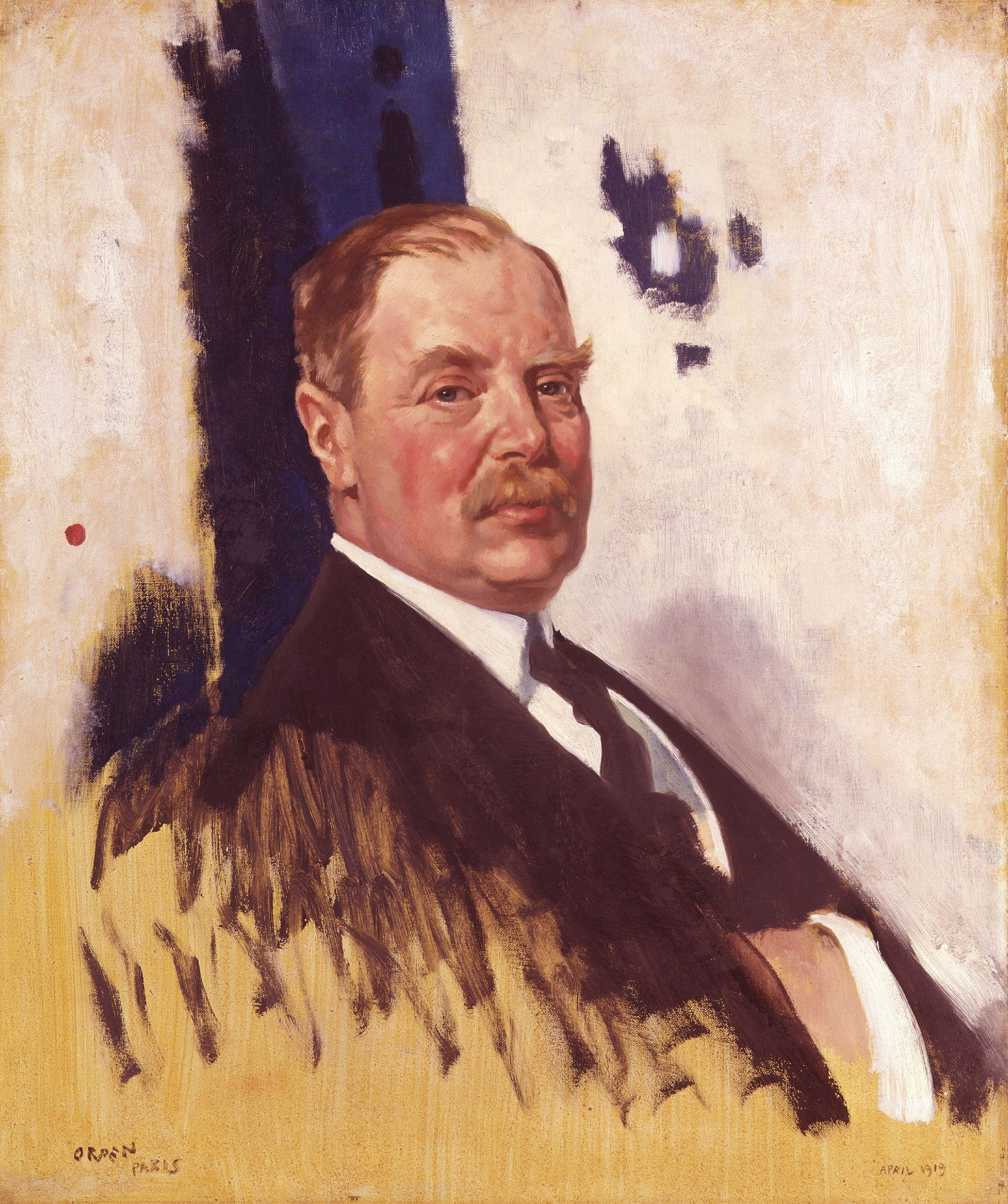
Edward Stanley, porträtiert von William Orpen

Edward George Villiers Stanley, 17. Earl of Derby KG, GCB, GCVO, TD, KStJ, PC, JP (* 4. April 1865 in Westminster, London; † 4. Februar 1948 in Knowsley, Lancashire) war ein britischer Adliger, Offizier und konservativer Politiker. Er war zwei Mal britischer Kriegsminister sowie Botschafter in Frankreich.

## Leben

### Herkunft und Ausbildung
Stanley wurde in 23 St. James’s Square, Westminster, als ältester Sohn von Frederick Stanley, später 16. Earl of Derby, und dessen Ehefrau Lady Constance Villiers geboren. Sein Großvater väterlicherseits war der dreimalige Premierminister Edward Smith-Stanley, 14. Earl of Derby, der mütterlicherseits war der liberale Staatsmann George Villiers, 4. Earl of Clarendon. Er wurde am Wellington College, Berkshire, ausgebildet.

### Militärische Karriere und Eintritt in die Politik
Stanley trat 1882 als Lieutenant eines Milizbataillons des King’s Own Royal Regiment (Lancaster) in die British Army ein und wechselte drei Jahre später zu den Grenadier Guards, denen er zehn Jahre bis 1895 angehörte. Er wurde von 1889 bis 1891 abgestellt, um als Aide-de-camp seines Vaters, damals Generalgouverneur von Kanada, dienen zu können. 1892 wurde er für den Wahlkreis Westhoughton ins House of Commons gewählt und erneut von seinem Regiment abgestellt, um seinen Sitz vertreten zu können. 1895 schied er aus dem aktiven Militärdienst aus und diente von 1895 bis 1900 als Lord of the Treasury. 
1899 wurde er Reserveoffizier und Honorary Colonel des 2nd Volunteer Battalion, Loyal North Lancashire Regiment. Er diente während des Zweiten Burenkrieges anfangs als Pressezensor in Kapstadt und begleitete das Hauptquartier Lord Roberts’ in gleicher Funktion auf dessen Feldzug gegen die Burenrepubliken. Ab Juli 1900 fungierte er als Roberts’ Privatsekretär und wurde als Companion in den Bathorden aufgenommen und zweimal mentioned in dispatches. Von 1900 bis 1903 war er Finanzstaatssekretär im War Office und wurde anschließend im Oktober letzteren Jahres Nachfolger Austen Chamberlains als Postmaster General in der Regierung Balfour. Als solcher wurde er Mitglied des Privy Council. Im Dezember 1905 stürzte die Regierung und in der darauffolgenden Wahl von 1906 verlor Stanley seinen Parlamentssitz an den Labour-Politiker William Wilson. Zwei Jahre später starb sein Vater, erbte er dessen Adelstitel als 17. Earl of Derby, 5. Baron Stanley of Bickerstaffe, 2. Baron Stanley of Preston und 11. Baronet, of Bickerstaffe, und wurde dadurch Mitglied des House of Lords. Ab 1909 war er Kanzler der Universität Liverpool und ab 1911 Lord Mayor von Liverpool.

### Politiker im Ersten Weltkrieg und in der Zwischenkriegszeit

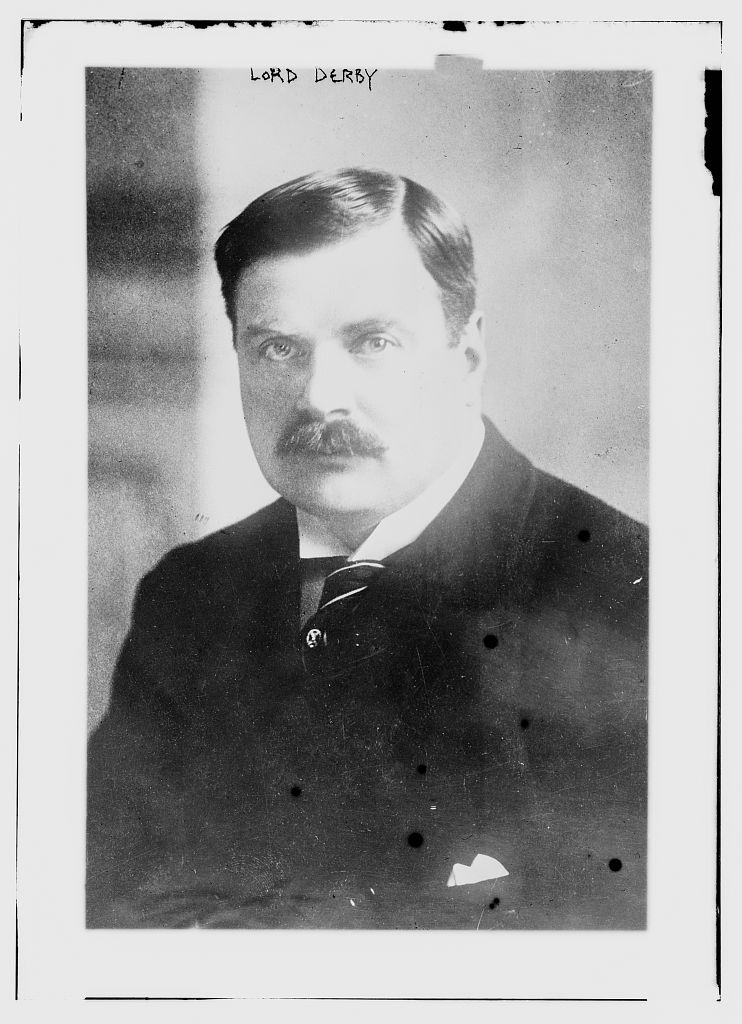
Lord Derby um 1917

Zu Beginn des Ersten Weltkriegs führte Lord Derby im August 1914 eine erfolgreiche Rekrutierungskampagne für Kitcheners Armee in Liverpool, wo binnen weniger Wochen vier pals battalions aufgestellt wurden. Von Oktober 1915 bis 1916 fungierte Derby als Director-General of Recruiting und entwarf binnen weniger Tage einen Plan (Derby Scheme), der alle nicht in wichtigen Berufen arbeitenden Männer zwischen 18 und 41 Jahren zwingen sollte, öffentlich zu erklären, ob sie im Krieg dienen wollten. Dies war einer der Schritte auf dem Weg zur Einführung der Wehrpflicht für unverheiratete Männer, die Anfang 1916 erfolgte. Im Juli 1916 wurde Derby zum Staatssekretär (Under-Secretary of State for War) in der Koalitionsregierung Asquith ernannt und folgte nach der Übernahme des Premierministerpostens durch David Lloyd George im Dezember 1916 diesem als Kriegsminister nach. Er war in dieser Funktion ein Unterstützer der Westerners in der britischen Militärführung um den Chef des Imperialen Generalstabs William Robertson und den Oberbefehlshaber an der Westfront Douglas Haig. Beide Männer zeigten jedoch mit der Zeit zunehmend weniger Respekt für ihren zivilen Vorgesetzten. Im April 1918, nach den deutschen Offensiven an der Somme und in Flandern, musste er seinen Posten an Lord Milner abgeben.
Derby wurde stattdessen als Nachfolger des ältlichen Lord Bertie zum Botschafter in Frankreich ernannt, was er bis November 1920 bleiben sollte. In seine Amtszeit, die gegen alle Erwartungen erfolgreich war, fiel die Pariser Friedenskonferenz von 1919. Im April 1921 wurde Derby auf eine geheime Verhandlungsmission zu Éamon de Valera nach Irland geschickt und es erscheint glaubhaft, dass diese zum Abschluss des Waffenstillstands im Irischen Unabhängigkeitskrieg vom 11. Juli beitrug, der letztlich zum Anglo-Irischen Vertrag führte.
Nach dem Ende der Regierung Lloyd George 1922 wurde Derby in der nachfolgenden Regierung Bonar Law erneut Kriegsminister, was er bis zum Ende der Regierung im Mai 1923 blieb.

### Sonstige Funktionen und Aktivitäten
Lord Derby war 1917 Gründer der Organisation „Comrades of the Great War“. Des Weiteren war er unter anderem Ehrenpräsident der Rugby Football League. Die seit 1934 ausgespielte französische Trophée Lord Derby ist nach ihm benannt. Ferner war er von 1929 bis 1945 Vorsitzender der Pilgrims Society, die sich für die Pflege der Beziehungen zwischen Großbritannien und den USA einsetzt. Von 1928 bis zu seinem Tod war er Lord Lieutenant von Lancashire. Derby war Freimaurer und von 1899 bis zu seinem Tod Großmeister der Provincial Grand Lodge of East Lancashire.
Lord Derby setzte auch die Familientradition der Pferdezucht fort und war einer der erfolgreichsten Stallbesitzer der ersten Hälfte des 20. Jahrhunderts mit drei Siegen beim Epsom Derby zwischen 1924 und 1942 und zahlreichen weiteren Erfolgen. 1930 erschien er auf der Titelseite der Time, als er in den USA beim Kentucky Derby weilte. Sein Vollbluthengst Phalaris taucht in der väterlichen Zuchtlinie zahlreicher großer Champions auf.

### Familie und Nachkommen
1889 heiratete Stanley Alice Maud Olivia Montagu, Tochter von William Montagu, 7. Duke of Manchester und der Luise von Alten. Mit ihr hatte er drei Kinder:
- Lady Victoria Alice Louise Stanley (1892–1927), ⚭ 1915 Neil Primrose (⚔ 1917), Sohn des Archibald Primrose, 5. Earl of Rosebery, ⚭ (2) 1919 Sir Harold Bullock, 1. Baronet;
- Edward Montagu Cavendish Stanley, Lord Stanley (1894–1938), Colonel der British Army, Mitglied des House of Commons;
- Hon. Oliver Frederick George Stanley (1896–1950), Colonel der British Army, Mitglied des House of Commons.

Da Stanley seinen älteren Sohn Edwards überlebte, erbte dessen Sohn Edward John (1918–1994) bei Stanleys Tod 1948 seine Adelstitel als 18. Earl.

## Film
In der zuerst auf ITV ausgestrahlten Miniserie Winston Churchill: The Wilderness Years von 1981 wurde Lord Derby vom Schauspieler Frank Middlemass verkörpert.